# Shikaoi
Shikaoi (jap. 鹿追町 Shikaoi-chō) – miasto w Japonii, w prefekturze Hokkaido, w podprefekturze Tokachi. Według danych na rok 2020 miejscowość zamieszkiwało 5 266 mieszkańców , a gęstość zaludnienia wyniosła 13,1 os./km².